# 56 (tal)
56 (femtiosex) är det naturliga talet som följer 55 och som följs av 57.
- Hexadecimala talsystemet: 38
- Binärt: 111000

## Talteori
- Delbarhet: 1, 2, 4, 7, 8, 14, 28, 56
- Antal delare: 8
- Summan av delarna: 120
- Primfaktorisering: 23 · 7
- 56 är ett jämnt tal.
- 56 är ett ymnigt tal
- 56 är ett rektangeltal
- 56 är ett tetranaccital
- 56 är ett tetraedertal (triangulärt pyramidtal)
- 56 är ett aritmetiskt tal
- 56 är det elfte talet i partitionsfunktionen
- 56 är ett Praktiskt tal.
- 56 är ett palindromtal i det ternära talsystemet.

## Inom vetenskapen
- Barium, atomnummer 56
- 56 Melete, en asteroid
- Messier 56, klotformig stjärnhop i Lyran, Messiers katalog